# Класификация на протистите
Класификацията на протистите по-долу е въведена от Ернст Хекел през 1866 г. и включва всички семейства на царство Протисти (Protista).

## Класификация
Царство Протисти
- Подцарство Unikonta (Sarcomastigota) Cavalier-Smith, 1987
  - Тип Amoebozoa Cavalier-Smith, 1998
    - Подтип Conosa
      - Инфратип Archamoebae Cavalier-Smith, 1983
        - Клас Archamoebea
          - Разред Mastigamoebida
            - Семейство Mastigamoebidae
            - Семейство Endolimacidae

          - Разред Pelobiontida
            - Семейство Pelomyxidae Greef, 1874
            - Семейство Entamoebidae

      - Инфратип Mycetozoa
        - Клас Stelamoebea
          - Разред Protostelida
            - Семейство Protosteliidae
            - Семейство Cavosteliidae

          - Разред Dictyosteliida
            - Семейство Acytosteliidae
            - Семейство Dictyosteliidae

        - Клас Myxogastrea
          - Разред Parastelida
            - Семейство Ceratiomyxidae

          - Разред Echinosteliida
            - Семейство Echinosteliidae
            - Семейство Clastodermidae

          - Разред Liceida
            - Семейство Listerellidae
            - Семейство Liceidae
            - Семейство Enteridiidae

          - Разред Trichiida
            - Семейство Dianemidae
            - Семейство Trichiidae

          - Разред Stemonitida
            - Семейство Stemonitidae

          - Разред Physarida
            - Семейство Elaeomyxidae
            - Семейство Physaridae
            - Семейство Didymiidae

    - Подтип Lobosa (Lobosea)
      - Клас Discosea
        - Разред Dermamoebida
          - Семейство Thecamoebidae

        - Разред Glycostylida
          - Семейство Vannellidae
          - Семейство Multiciliidae
          - Семейство Vexilliferidae
          - Семейство Paramoebidae

        - Разред Himatismenida
          - Семейство Cochliopodiidae

      - Клас Tubulinea
        - Разред Arcellinida
          - Подразред Arcellina
            - Семейство Arcellidae
            - Семейство Microchlamyiidae
            - Семейство Microcoryciidae

          - Подразред Difflugiina
            - Семейство Centropyxidae
            - Семейство Difflugiidae
            - Семейство Distomatopyxidae
            - Семейство Heleoperidae
            - Семейство Hyalospheniidae
            - Семейство Lamtopyxidae
            - Семейство Lesquereusiidae
            - Семейство Nebelidae
            - Семейство Paraquadrulidae
            - Семейство Plagiopyxidae
            - Семейство Trigonopyxidae

          - Подразред Phryganellina
            - Семейство Cryptodifflugiidae
            - Семейство Phryganellidae

        - Разред Leptomyxida
          - Семейство Flabellulidae
          - Семейство Leptomyxidae

        - Разред Tubulinida
          - Семейство Amoebidae
          - Семейство Hartmannellidae

    - Подтип Protamoebae
      - Клас Breviatea
        - Разред Breviatida

      - Клас Variosea
        - Разред Centramoebida
          - Семейство Acanthamoebidae
          - Семейство Balamuthiidae

        - Разред Phalansteriida
          - Семейство Phalansteriidae

        - Разред Varipodida
          - Семейство Gephyramoebidae
          - Семейство Filamoebidae

  - Тип Choanozoa Cavalier-Smith 1981
    - Подтип Choanofila
      - Клас Choanoflagellatea
        - Разред Choanoflagellida
          - Семейство Codonosigidae
          - Семейство Salpingoecidae

        - Разред Acanthoecida
          - Семейство Acanthoecidae

      - Клас Filasterea
        - Разред Ministeriida
          - Семейство Capsasporidae
          - Семейство Ministeriidae

      - Клас Ichthyosporea
        - Разред Dermocystida
          - Семейство Dermocystidae

        - Разред Ichthyophonida
          - Семейство Ichthyophonida

    - Подтип Cristidiscoidia
      - Клас Discicristoidea
        - Разред Fonticulida
          - Семейство Fonticulidae

        - Разред Nucleariida
          - Семейство Nucleariidae
          - Семейство Pompholyxophryidae
- Подцарство Bikonta (Biciliata) Cavalier-Smith, 2002
  - Archaeplastida (Primoplantae) Sina Adl, 2005
    - Отдел Glaucophyta Heinrich L. Skuja, 1954
      - Клас Glaucophyceae Bohlin, 1901
        - Разред Glaucocystales Bessey, 1907
          - Семейство Glaucocystaceae G.S. West, 1904

    - Отдел Червени водорасли (Rhodophyta) Wettstein, 1922
      - Подотдел Cyanidiophytina
        - Клас Cyanidiophyceae
          - Разред Cyanidiales
            - Семейство Cyanidiaceae Geitler, 1935
            - Семейство Galdieriaceae

      - Подотдел Eurhodophytina
        - Клас Bangiophyceae Wettst., 1901
          - Разред Bangiales
            - Семейство Bangiaceae
            - Семейство Boldiaceae

          - Разред Goniotrichales Skuja, 1939
            - Семейство Goniotrichaceae

        - Клас Florideophyceae Cronquist, 1960
          - Подклас Hildenbrandiophycidae
            - Разред Hildenbrandiales Pueschel & Cole, 1982
              - Семейство Hildenbrandiaceae Rabenhorst, 1868

          - Подклас Nemaliophycidae
            - Разред Acrochaetiales
              - Семейство Acrochaetiaceae

            - Разред Batrachospermales
              - Семейство Lemaneaceae

            - Разред Balliales
              - Семейство Balliaceae

            - Разред Balbianiales Sheath & K.M. Müller, 1999
              - Семейство Balbianiaceae

            - Разред Corallinales
              - Семейство Corallinaceae Lamouroux, 1812

            - Разред Colaconematales
              - Семейство Colaconemataceae

            - Разред Nemaliales
              - Семейство Galaxauraceae
              - Семейство Liagoraceae
              - Семейство Scinaiaceae

            - Разред Palmariales
              - Семейство Palmariaceae

            - Разред Rhodogorgonales
              - Семейство Rhodogorgonaceae

            - Разред Thoreales
              - Семейство Thoreaceae

          - Подклас Ahnfeltiophycidae
            - Разред Ahnfeltiales
              - Семейство Ahnfeltiaceae

            - Разред Pihiellales
              - Семейство Pihiellaceae

          - Подклас Rhodymeniophycidae
            - Разред Bonnemaisoniales
              - Семейство Bonnemaisoniaceae

            - Разред Gigartinales F. Schmitz, 1892
              - Семейство Acrotylaceae
              - Семейство Areschougiaceae
              - Семейство Blinksiaceae
              - Семейство Calosiphonaceae
              - Семейство Catenellopsidaceae
              - Семейство Caulacanthaceae
              - Семейство Chondriellaceae
              - Семейство Choreocolacaceae
              - Семейство Corynocystaceae
              - Семейство Crossocarpaceae
              - Семейство Cruoriaceae
              - Семейство Cubiculosporaceae
              - Семейство Cystocloniaceae
              - Семейство Dicranemataceae
              - Семейство Dumontiaceae
              - Семейство Endocladiaceae
              - Семейство Furcellariaceae
              - Семейство Gainiaceae
              - Семейство Gigartinaceae
              - Семейство Gloiosiphoniaceae
              - Семейство Haemeschariaceae
              - Семейство Hypneaceae
              - Семейство Kallymeniaceae
              - Семейство Mychodeaceae
              - Семейство Mychodeophyllaceae
              - Семейство Nizymeniaceae
              - Семейство Phacelocarpaceae
              - Семейство Phyllophoraceae
              - Семейство Polyidaceae
              - Семейство Rhizophyllidaceae
              - Семейство Rissoellaceae
              - Семейство Schmiziellaceae
              - Семейство Solieriaceae
              - Семейство Sphaerococcaceae
              - Семейство Tichocarpaceae

            - Разред Gelidiales
              - Семейство Gelidiaceae
              - Семейство Gelidiellaceae
              - Семейство Pterocladiaceae

            - Разред Gracilariales
              - Семейство Gracilariaceae
              - Семейство Pterocladiophilaceae

            - Разред Halymeniales
              - Семейство Halymeniaceae

            - Разред Rhodymeniales F. Schmitz & Engl, 1892
              - Семейство Champiaceae
              - Семейство Faucheaceae
              - Семейство Hymenocladiaceae
              - Семейство Lomentariaceae
              - Семейство Rhodymeniaceae

            - Разред Nemastomatales Kylin, 1925
              - Семейство Nemastomataceae
              - Семейство Schizymeniaceae

            - Разред Plocamiales
              - Семейство Plocamiaceae
              - Семейство Sarcodiaceae

            - Разред Ceramiales
              - Семейство Ceramiaceae
              - Семейство Delesseriaceae

      - Подотдел Rhodophytina
        - Клас Compsopogonophyceae
          - Разред Compsopogonales Skuja, 1939
            - Семейство Compsopogonaceae F. Schmitz, 1896

          - Разред Rhodochaetales
            - Семейство Rhodochaetaceae

          - Разред Erythropeltidales Garbary, G.I. Hansen & Scagel, 1980
            - Семейство Erythropeltidaceae
            - Семейство Erythrotrichiaceae G.M. Smith, 1933

        - Клас Porphyridiophyceae Kylin, 1937
          - Разред Porphyridiales Kylin, 1937
            - Семейство Phragmonemataceae Skuja, 1939
            - Семейство Porphyridiaceae Kylin, 1937

        - Клас Rhodellophyceae Cavalier-Smith, 1998
          - Разред Dixoniellales
            - Семейство Dixoniellaceae

          - Разред Glaucosphaerales
            - Семейство Glaucosphaeraceae Skuja, 1954

          - Разред Rhodellales
            - Семейство Rhodellaceae

        - Клас Stylonematophyceae
          - Разред Rufusiales Zuccarello & J.A. West, 2008
            - Семейство Rufusiaceae Zuccarello & J.A. West, 2008

          - Разред Stylonematales
            - Семейство Stylonemataceae

      - Подотдел Metarhodophytina
        - Клас Compsopogonophyceae G.W. Saunders & Hommersand, 2004
          - Разред Compsopogonales Skuja, 1939
            - Семейство Boldiaceae
            - Семейство Compsopogonaceae

          - Разред Erythropeltidales Garbary, 1980
            - Семейство Erythrotrichiaceae

          - Разред Rhodochaetales Bessey, 1907
            - Семейство Rhodochaetaceae

  - Хромалвеолата (Chromalveolata) Sina Adl, 2005
    - Хромисти (Chromista) Cavalier-Smith, 1981
      - Отдел Heterokontophyta (Heterokonta) Cavalier-Smith, 1986
        - Клас Actinochrysophyceae Cavalier-Smith, 1995
          - Подклас Abaxodinae Mikrjukov, 2001
            - Надразред Actinodinea Mikrjukov, 2001
              - Разред Actinophryida Hartmann, 1913
                - Семейство Actinophryidae

              - Разред Ciliophryida Febvre-Chevalier, 1985
                - Семейство Ciliophryidae Poche, 1913

              - Разред Pedinellales Zimmermann, Moestrup & G. Hällfors, 1984
                - Семейство Cyrtophoraceae Pascher, 1911
                - Семейство Pedinellaceae Pascher, 1910

            - Надразред Rhizochromulinea O'Kelly & Wujek, 1995
              - Разред Rhizochromulinales O'Kelly & Wujek, 1994
                - Семейство Rhizochromulinaceae O'Kelly & Wujek, 1994

          - Подклас Silicophycidae Rothmaler, 1951
            - Разред Dictyochales Haeckel, 1894
              - Семейство Dictyochaceae Lemmermann, 1901

        - Клас Кремъчни водорасли (Bacillariophyceae, Bacillariophyta) Haeckel 1878
          - Подклас Eunotiophycidae
            - Разред Eunotiales
              - Семейство Eunotiaceae
              - Семейство Peroniaceae

        - Клас Bicoecea (Bicosoecea)
          - Разред Anoecales Cavalier-Smith, 1997
          - Разред Bicoecales Grasse & Deflandre, 1952

        - Клас Bolidophyceae
          - Разред Bolidomonadales
            - Семейство Bolidomonadaceae

        - Клас Златисти водорасли (Chrysophyceae, Chrysophyta)
          - Разред Chromulinales
            - Семейство Chrysamoebaceae

        - Клас Еустигматови водорасли (Eustigmatophyceae, Eustigmatophyta) Hibberd & Leedale, 1971
          - Разред Eustigmatales Hibberd, 1981
            - Семейство Chlorobothryaceae
            - Семейство Eustigmataceae
            - Семейство Loboceae
            - Семейство Monodopsidaceae
            - Семейство Pseudocharaciopsidaceae

        - Клас Hyphochytridiomycetes
          - Разред Hyphochytriales
            - Семейство Hyphochytriaceae
            - Семейство Rhizidiomycetaceae

        - Клас Labyrinthulomycetes Dick, 2001
          - Разред Labyrinthulids
          - Разред Thraustochytrids

        - Клас Оомицетови гъби (Oomycetes) G. Winter, 1880
          - Разред Albuginales
            - Семейство Albuginaceae

          - Разред Lagenismatales
            - Семейство Lagenismataceae

          - Разред Leptomitales
            - Семейство Apodachlyellaceae
            - Семейство Ducellieriaceae
            - Семейство Leptolegniellaceae
            - Семейство Leptomitaceae

          - Разред Myzocytiopsidales
            - Семейство Crypticolaceae
            - Семейство Ectrogellaceae
            - Семейство Myzocytiopsidaceae
            - Семейство Pontismataceae
            - Семейство Sirolpidiaceae

          - Разред Olpidiopsidales
            - Семейство Olpidiopsidaceae

          - Разред Peronosporales
            - Семейство Peronosporaceae

          - Разред Pythiales
            - Семейство Pythiaceae
            - Семейство Pythiogetonaceae

          - Разред Rhipidiales
            - Семейство Rhipidiaceae

          - Разред Salilagenidiales
            - Семейство Salilagenidiaceae

          - Разред Saprolegniales
            - Семейство Saprolegniaceae

        - Клас Opalinea
          - Разред Opalinida
            - Семейство Opalinidae Claus, 1874

        - Клас Pelagophyceae Andersen & Saunders, 1993
          - Разред Pelagomonadales Andersen & Saunders, 1993
            - Семейство Pelagomonadaceae

          - Разред Sarcinochrysidales Gayral & Billard, 1977
            - Семейство Sarcinochrysidaceae

        - Клас Кафяви водорасли (Phaeophyceae, Phaeophyta) Kjellman, 1891
          - Разред Ascoseirales Petrov, 1964
            - Семейство Ascoseiraceae

          - Разред Cutleriales Bessey, 1907
            - Семейство Cutleriaceae

          - Разред Desmarestiales Setchell & Gardner, 1925
            - Семейство Arthrocladiaceae
            - Семейство Desmarestiaceae

          - Разред Dictyotales Bory de Saint-Vincent, 1828
            - Семейство Dictyotaceae
            - Семейство Scoresbyellaceae

          - Разред Discosporangiales
            - Семейство Choristocarpaceae

          - Разред Ectocarpales Bessey, 1907
            - Семейство Acinetosporaceae
            - Семейство Adenocystaceae
            - Семейство Chordariaceae
            - Семейство Chordariopsidaceae
            - Семейство Ectocarpaceae
            - Семейство Mesosporaceae
            - Семейство Myrionemataceae
            - Семейство Pylaiellaceae

          - Разред Fucales Bory de Saint-Vincent, 1827
            - Семейство Bifurcariopsidaceae
            - Семейство Durvillaeaceae
            - Семейство Fucaceae
            - Семейство Himanthaliaceae
            - Семейство Hormosiraceae
            - Семейство Notheiaceae
            - Семейство Sargassaceae
            - Семейство Seirococcaceae

          - Разред Ishigeales G.Y. Cho & Boo, 2004
            - Семейство Ishigeaceae

          - Разред Laminariales Migula, 1909
            - Семейство Akkesiphycaceae
            - Семейство Alariaceae
            - Семейство Chordaceae
            - Семейство Costariaceae
            - Семейство Laminariaceae
            - Семейство Lessoniaceae
            - Семейство Pseudochordaceae

          - Разред Nemodermatales M. Parente, R.L. Fletcher, F. Rousseau & N. Phillips, 2008
            - Семейство Nemodermataceae

          - Разред Onslowiales Draisma & Prud'homme van Reine, 2008
            - Семейство Onslowiaceae

          - Разред Ralfsiales Nakamura, 1972
            - Семейство Neoralfsiaceae
            - Семейство Ralfsiaceae

          - Разред Scytosiphonales Feldmann, 1949
            - Семейство Chnoosporaceae
            - Семейство Scytosiphonaceae

          - Разред Scytothamnales A.F. Peters & M.N. Clayton, 1998
            - Семейство Scytothamnaceae
            - Семейство Splachnidiaceae

          - Разред Sphacelariales Migula, 1909
            - Семейство Sphacelariaceae
            - Семейство Stypocaulaceae

          - Разред Sporochnales Sauvageau, 1926
            - Семейство Sporochnaceae

          - Разред Syringodermatales E.C. Henry, 1984
            - Семейство Syringodermataceae

          - Разред Tilopteridales Bessey, 1907
            - Семейство Halosiphonaceae
            - Семейство Masonophycaceae
            - Семейство Phyllariaceae
            - Семейство Stschapoviaceae
            - Семейство Tilopteridaceae

        - Клас Pinguiophyceae
          - Разред Pinguiochrysidales
            - Семейство Pinguiochrysidaceae

        - Клас Рафидофитови водорасли (Raphidophyceae, Raphidophyta) Chadefaud, 1950
          - Разред Raphidomonadales
            - Семейство Vacuolariaceae

        - Клас Synurophyceae Andersen, 1987
          - Разред Synurales Andersen, 1987
            - Семейство Mallomonadaceae
            - Семейство Synuraceae

        - Клас Жълтозелени водорасли (Xanthophyceae, Xanthophyta) Allorge & Fritsch, 1935
          - Разред Botrydiales
            - Семейство Botrydiaceae

          - Разред Chloramoebales
            - Семейство Chloramoebaceae

          - Разред Heterogloeales
            - Семейство Heterogloeaceae

          - Разред Mischococcales
            - Семейство Botrydiopsidaceae
            - Семейство Botryochloridaceae
            - Семейство Centritractaceae
            - Семейство Characiopsidaceae
            - Семейство Chloropediaceae
            - Семейство Gloeobotrydaceae
            - Семейство Gloeopodiaceae
            - Семейство Mischococcaceae
            - Семейство Ophiocytiaceae
            - Семейство Pleurochloridaceae
            - Семейство Trypanochloridaceae

          - Разред Rhizochloridales
            - Семейство Myxochloridaceae
            - Семейство Rhizochloridaceae
            - Семейство Rhizogranulochloridaceae
            - Семейство Rhizounochloridaceae
            - Семейство Stipitococcaceae

          - Разред Tribonematales
            - Семейство Heterodendraceae
            - Семейство Heteropediaceae
            - Семейство Neonemataceae
            - Семейство Tribonemataceae
            - Семейство Xanthonemataceae

          - Разред Vaucheriales
            - Семейство Vaucheriaceae

      - Отдел Примнезиеви водорасли (Haptophyta, Prymnesiophyta) Hibberd & Cavalier-Smith, 1986
        - Клас Pavlovophyceae
          - Разред Pavlovales
            - Семейство Pavlovaceae

        - Клас Prymnesiophyceae
          - Разред Coccolithales Schwarz, 1932
            - Семейство Calcidiscaceae
            - Семейство Coccolithaceae
            - Семейство Hymenomonadaceae
            - Семейство Pleurochrysidaceae
            - Семейство Reticulosphaeraceae

          - Разред Isochrysidales Pascher, 1910
            - Семейство Isochrysidaceae
            - Семейство Noelaerhabdaceae

          - Разред Phaeocystales
            - Семейство Phaeocystaceae

          - Разред Prymnesiales
            - Семейство Prymnesiaceae

          - Разред Syracosphaerales
            - Семейство Rhabdosphaeraceae
            - Семейство Syracosphaeraceae

          - Разред Zygodiscales
            - Семейство Braarudosphaeraceae
            - Семейство Helicosphaeraceae

      - Отдел Криптофитови водорасли (Cryptophyta) Pascher, 1914
        - Клас Cryptophyceae Pascher, 1913
          - Разред Cryptomonadales Pascher, 1913
            - Семейство Campylomonadaceae
            - Семейство Cryptomonadaceae
            - Семейство Hemiselmidaceae
            - Семейство Hilleaceae

          - Разред Goniomonadales
            - Семейство Goniomonadaceae

    - Алвеолата (Alveolata) Cavalier-Smith, 1991
      - Тип Ресничести (Ciliophora) Doflein, 1901
        - Подтип Postciliodesmatophora
          - Клас Heterotrichea Stein, 1859
            - Разред Armophorida
              - Семейство Caenomorphidae
              - Семейство Metopidae

            - Разред Clevelandellida
              - Семейство Nyctotheridae

            - Разред Heterotrichida
              - Подразред Coliphorina
                - Семейство Folliculinidae

            - Разред Licnophorida
              - Семейство Licnophoridae

            - Разред Odontostomatida Sawaya, 1940
              - Семейство Epalxellidae Corliss, 1960
              - Семейство Discomorphellidae Corliss, 1960
              - Семейство Mylestomatidae Kahl, Doflein & Reichenow, 1929

            - Разред Phacodiniida
              - Семейство Phacodiniidae

            - Разред Plagiotomida
              - Семейство Plagiotomidae

          - Клас Karyorelictea Corliss, 1974
            - Разред Protostomatida
              - Семейство Kentrophoridae
              - Семейство Trachelocercidae

            - Разред Loxodida
              - Семейство Cryptopharyngidae
              - Семейство Loxodidae

            - Разред Protoheterotrichida
              - Семейство Geleiidae

        - Подтип Intramacronucleata
          - Клас Spirotrichea
            - Подклас Choreotrichia
              - Разред Tintinnida
                - Семейство Ascampbelliellidae
                - Семейство Codonellidae
                - Семейство Codonellopsidae
                - Семейство Cyttarocylididae
                - Семейство Dictyocystidae
                - Семейство Epiplocylididae
                - Семейство Metacylididae
                - Семейство Nolaclusiliidae
                - Семейство Petalotrichidae
                - Семейство Ptychocylididae
                - Семейство Rhabdonellidae
                - Семейство Tintinnidae
                - Семейство Tintinnidiidae
                - Семейство Undellidae
                - Семейство Xystonellidae

            - Подклас Hypotrichia
              - Разред Euplotida
                - Подразред Discocephalina
                  - Семейство Discocephalidae

                - Подразред Euplotina
                  - Семейство Aspidiscidae
                  - Семейство Certesiidae
                  - Семейство Euplotidae
                  - Семейство Gastrocirrhidae
                  - Семейство Uronychiidae

              - Разред Kiitrichida
                - Семейство Kiitrichidae

            - Подклас Stichotrichia

          - Клас Litostomatea
            - Подклас Haptoria Corliss, 1974
              - Разред Cyclotrichiida
                - Семейство Mesodiniidae

              - Разред Haptorida
                - Семейство Acropisthiidae
                - Семейство Didiniidae
                - Семейство Enchelyidae
                - Семейство Helicoprorodontidae
                - Семейство Homalozoonidae
                - Семейство Lacrymariidae
                - Семейство Pseudotrachelocercidae
                - Семейство Spathidiidae
                - Семейство Tracheliidae
                - Семейство Trachelophyllidae

              - Разред Pleurostomatida
                - Семейство Amphileptidae
                - Семейство Litonotidae

            - Подклас Trichostomatia
              - Разред Entodiniomorphida
                - Подразред Archistomatina de Puytorac, 1974
                  - Семейство Buetschliidae Poche, 1913

                - Подразред Blepharocorythina Wolska, 1971
                  - Семейство Blepharocorythidae Hsiung, 1930

                - Подразред Entodiniomorphina Reichenow, Doflein & Reichenow, 1929
                  - Семейство Cycloposthiidae Poche, 1913
                  - Семейство Ophryoscolecidae Stein, 1859
                  - Семейство Spirodiniidae Strelkow, 1939
                  - Семейство Troglodytellidae Corliss, 1979

              - Разред Vestibuliferida
                - Семейство Balantidiidae Reichenow & Reichenow, 1929
                - Семейство Isotrichidae

          - Клас Phyllopharyngea
            - Подклас Chonotrichia
              - Разред Cryptogemmida
                - Семейство Actinichonidae
                - Семейство Echinichonidae
                - Семейство Inversochonidae
                - Семейство Isochonidae
                - Семейство Isochonopsidae
                - Семейство Stylochonidae

              - Разред Exogemmida
                - Семейство Chilodochonidae
                - Семейство Filichonidae
                - Семейство Heliochonidae
                - Семейство Lobochonidae
                - Семейство Phyllochonidae
                - Семейство Spirochonidae

            - Подклас Phyllopharyngia
              - Разред Chlamydodontida
                - Семейство Chilodonellidae
                - Семейство Chitonellidae
                - Семейство Chlamydodontidae
                - Семейство Kryoprorodontidae
                - Семейство Lynchellidae

              - Разред Dysteriida
                - Семейство Dysteriidae
                - Семейство Hartmannulidae
                - Семейство Kyaroikeidae
                - Семейство Plesiotrichopidae

            - Подклас Suctoria
              - Разред Endogenida
                - Семейство Acinetidae
                - Семейство Acinetopsidae
                - Семейство Corynophryidae
                - Семейство Dendrosomatidae
                - Семейство Enchelyomorphidae
                - Семейство Endosphaeridae
                - Семейство Pseudogemmidae
                - Семейство Tokophryidae
                - Семейство Trichophryidae

              - Разред Evaginogenida
                - Семейство Discophryidae
                - Семейство Rhynchophryidae

              - Разред Exogenida
                - Семейство Dendrosomididae
                - Семейство Dentacinetidae
                - Семейство Ephelotidae
                - Семейство Lecanophryidae
                - Семейство Manuelophryidae
                - Семейство Metacinetidae
                - Семейство Ophryodendridae
                - Семейство Paracinetidae
                - Семейство Phalacrocleptidae
                - Семейство Podophryidae
                - Семейство Praethecacinetidae
                - Семейство Rhabdophryidae
                - Семейство Severonidae
                - Семейство Spelaeophryidae
                - Семейство Tachyblastonidae
                - Семейство Thecacinetidae

          - Клас Colpodea
            - Разред Colpodida
              - Семейство Colpodidae

          - Клас Nassophorea
            - Разред Nassulida
              - Семейство Nassulidae
              - Семейство Paranassulidae

            - Разред Microthoracida
              - Семейство Discotrichidae
              - Семейство Leptopharyngidae
              - Семейство Microthoracidae

            - Разред Synhymeniida
              - Семейство Nassulopsidae
              - Семейство Orthodonellidae
              - Семейство Scaphidiodontidae

          - Клас Prostomatea
            - Разред Prostomatida
              - Семейство Metacystidae

            - Разред Prorodontida
              - Семейство Balanionidae
              - Семейство Colepidae
              - Семейство Holophryidae
              - Семейство Placidae
              - Семейство Plagiocampidae
              - Семейство Prorodontidae
              - Семейство Urotrichidae

          - Клас Plagiopylea
            - Разред Plagiopylida Small & Lynn, 1985
              - Семейство Plagiopylidae
              - Семейство Sonderidae

          - Клас Oligohymenophorea
            - Подклас Peniculia
              - Разред Peniculida
                - Подразред Frontoniina
                  - Семейство Clathrostomatidae
                  - Семейство Frontoniidae
                  - Семейство Lembadionidae
                  - Семейство Maritujidae
                  - Семейство Stokesiidae

                - Подразред Parameciina
                  - Семейство Neobursaridiidae
                  - Семейство Parameciidae
                  - Семейство Urocentridae

            - Подклас Hymenostomatia
              - Семейство Glaucomidae
              - Семейство Ichthyopthiriidae
              - Семейство Ophryoglenidae
              - Семейство Tetrahymenidae Corliss, 1952
              - Семейство Turaniellidae

            - Подклас Scuticociliatia
              - Разред Philasterida
                - Семейство Cinetochilidae
                - Семейство Cohnilembidae
                - Семейство Cryptochilidae
                - Семейство Entodiscidae
                - Семейство Entorhipidiidae
                - Семейство Loxocephalidae
                - Семейство Orchitophryidae
                - Семейство Paralembidae
                - Семейство Parauronematidae
                - Семейство Philasteridae
                - Семейство Pseudocohnilembidae
                - Семейство Schizocaryidae
                - Семейство Thigmophryidae
                - Семейство Thyrophylacidae
                - Семейство Uronematidae

              - Разред Pleuronematida
                - Семейство Calyptotrichidae
                - Семейство Ctedoctematidae
                - Семейство Cyclidiidae
                - Семейство Dragescoidae
                - Семейство Histiobalantiidae
                - Семейство Peniculistomatidae
                - Семейство Pleuronematidae

              - Разред Thigmotrichida
                - Семейство Ancistridae
                - Семейство Hemispeiridae
                - Семейство Hysterocinetidae
                - Семейство Nucleocorbulidae

            - Подклас Astomatia
              - Разред Astomatida
                - Семейство Anoplophryidae
                - Семейство Archiastomatidae
                - Семейство Clausilocolidae
                - Семейство Contophryidae
                - Семейство Haptophryidae
                - Семейство Hoplitophryidae
                - Семейство Intoshellinidae
                - Семейство Maupasellidae
                - Семейство Radiophryidae

            - Подклас Apostomatia
              - Разред Apostomatida
                - Семейство Colliniidae
                - Семейство Cyrtocaryidae
                - Семейство Foettingeriidae

              - Разред Astomatophorida
                - Семейство Opalinopsidae

              - Разред Pilisuctorida
                - Семейство Conidophryidae

            - Подклас Peritrichia
              - Разред Mobilida
                - Семейство Leiotrochidae
                - Семейство Polycyclidae
                - Семейство Trichodinidae
                - Семейство Urceolariidae

              - Разред Sessilida
                - Семейство Ellobiophryidae
                - Семейство Epistylididae
                - Семейство Lagenophryidae
                - Семейство Operculariidae
                - Семейство Rovinjellidae
                - Семейство Scyphidiidae
                - Семейство Vaginicolidae
                - Семейство Vorticellidae
                - Семейство Zoothamniidae

      - Тип Myzozoa T. Cavalier-Smith & E.E. Chao, 2004
        - Подтип Apicomplexa
          - Инфратип Apicomonada
            - Клас Apicomonadea
              - Разред Colpodellida Cavalier-Smith, 1993
                - Семейство Colpodellidae Simpson & Patterson, 1996

          - Инфратип Спорови (Sporozoa)
            - Клас Aconoidasida Mehlhorn, Peters & Haberkorn, 1980
              - Разред Haemosporida Danilewsky, 1885
                - Семейство Garniidae Lainson, Landau & Shaw, 1971
                - Семейство Haemoproteidae Doflein, 1916
                - Семейство Leucocytozoidae Fallis & Bennett, 1961
                - Семейство Plasmodiidae Mesnil, 1903

              - Разред Piroplasmorida Wenyon, 1926
                - Семейство Haemohormidiidae

            - Клас Coccidea
              - Разред Agamococcidiorida
                - Семейство Gemmocystidae
                - Семейство Rhytidocystidae

              - Разред Eucoccidiorida Léger & Duboscq, 1910
                - Подразред Adeleorina Léger, 1911
                  - Семейство Adeleidae
                  - Семейство Dactylosomatidae
                  - Семейство Haemogregarinidae
                  - Семейство Hepatozoidae Wenyon, 1926
                  - Семейство Karyolysidae
                  - Семейство Klossiellidae
                  - Семейство Legerellidae

                - Подразред Eimeriorina Léger, 1911
                  - Семейство Aggregatidae
                  - Семейство Calyptosporiidae
                  - Семейство Cryptosporidiidae Léger, 1911
                  - Семейство Eimeriidae Minchin, 1903
                  - Семейство Elleipsisomatidae
                  - Семейство Lankesterellidae
                  - Семейство Sarcocystidae
                  - Семейство Selenococcidiidae
                  - Семейство Spirocystidae

              - Разред Ixorheorida
                - Семейство Ixorheidae

              - Разред Protococcidiorida
                - Семейство Angeiocystidae
                - Семейство Eleutheroschizonidae
                - Семейство Grelliidae
                - Семейство Mackinnoniidae
                - Семейство Myriosporidae

            - Клас Gregarinasina
              - Разред Archigregarinorida Grassé & Schrével, 1953
                - Семейство Exoschizonidae
                - Семейство Selenidioididae

              - Разред Eugregarinorida
                - Подразред Aseptatorina
                  - Семейство Aikinetocystidae
                  - Семейство Ganymedidae
                  - Семейство Lecudinidae
                  - Семейство Monocystidae
                  - Семейство Selenidiidae
                  - Семейство Urosporidae

                - Подразред Blastogregarinorina
                  - Семейство Siedleckiidae

                - Подразред Septatorina
                  - Семейство Actinocephalidae
                  - Семейство Cephaloidophoridae
                  - Семейство Cephalolobidae
                  - Семейство Didymophoridae
                  - Семейство Gregarinidae
                  - Семейство Metameridae
                  - Семейство Porosporidae
                  - Семейство Uradiophoridae

              - Разред Neogregarinorida Grassé & Schrével, 1953
                - Семейство Caulleryellidae
                - Семейство Gigaductidae
                - Семейство Lipotrophidae
                - Семейство Ophryocystidae
                - Семейство Schizocystidae
                - Семейство Syncystidae

            - Клас Piroplasmea
              - Разред Piroplasmida Wenyon, 1926
                - Семейство Anthemosomatidae
                - Семейство Babesiidae Poche, 1913
                - Семейство Dactylosomidae
                - Семейство Theileriidae

        - Подтип Dinozoa
          - Инфратип Protalveolata
            - Клас Colponemea
              - Разред Colponemida
                - Семейство Colponemidae

              - Разред Algovorida
                - Семейство Algovoridae

            - Клас Myzomonadea
              - Разред Voromonadida
                - Семейство Voromonadidae

              - Разред Chilovorida
                - Семейство Chilovoridae

            - Клас Ellobiopsea
              - Разред Ellobiopsida
                - Семейство Ellobiopsidae

          - Инфратип Динофитови водорасли (Dinoflagellata, Dinophyta) Bütschli, 1885
            - Клас Blastodiniophyceae Fensome, 1993
              - Разред Blastodiniales Chatton, 1906
                - Семейство Apodiniaceae
                - Семейство Blastodiniaceae Cavers, 1913
                - Семейство Cachonellaceae Siva, 1980
                - Семейство Haplozoaceae Chatton, 1920
                - Семейство Oodiniaceae Chatton, 1920
                - Семейство Protoodiniaceae

            - Клас Dinophyceae (Bütschli, 1885) Pascher, 1914
              - Подклас Dinophysiphycidae Möhn & Fensome, 1993
                - Разред Dinophysiales Kofoid, 1926
                  - Семейство Amphisoleniaceae Lindemann, 1928
                  - Семейство Dinophysiaceae F.R. von Stein, 1883
                  - Семейство Oxyphysiaceae Sournia, 1984

              - Подклас Gymnodiniophycidae Fensome, 1993
                - Разред Gymnodiniales Apstein, 1909
                  - Семейство Actiniscaceae Kützing, 1844
                  - Семейство Entomosigmaceae
                  - Семейство Gymnodiniaceae Lankester, 1885
                  - Семейство Polykrikaceae Kofoid & Swezy, 1921
                  - Семейство Tovelliaceae Moestrup, Lindberg & Daugbjerg, 2005
                  - Семейство Warnowiceae Lindemann, 1928

                - Разред Ptychodiscales Fensome, 1993
                  - Семейство Brachydiniaceae Sournia, 1972
                  - Семейство Ptychodiscaceae Willey & Hickson, 1909

              - Подклас Peridiniphycidae Fensome, 1993
                - Разред Gonyaulacales Taylor, 1980
                  - Подразред Ceratiineae Fensome, 1993
                    - Семейство Ceratiaceae Willey & Hickson, 1909

                  - Подразред Cladopyxiineae Fensome, 1993
                    - Семейство Cladopyxiaceae Stein, 1883

                  - Подразред Goniodomineae Fensome, 1993
                    - Семейство Goniodomaceae Lindemann, 1928
                    - Семейство Pyrocystaceae Apstein, 1909

                  - Подразред Gonyaulacineae (Taylor, 1980)
                    - Семейство Ceratocoryaceae Lindemann, 1928
                    - Семейство Gonyaulacaceae

                - Разред Peridiniales Haeckel, 1894
                  - Подразред Heterocapsineae Fensome, 1993
                    - Семейство Heterocapsaceae Fensome, 1993

                  - Подразред Peridiniinae (Haeckel, 1894)
                    - Семейство Peridiniaceae Ehrenberg, 1831
                    - Семейство Podolampaceae Lindemann, 1928

              - Подклас Prorocentrophycidae Fensome, 1993
                - Разред Prorocentrales Lemmermann, 1910
                  - Семейство Prorocentraceae Stein, 1883

            - Клас Noctiluciphyceae Fensome, 1993
              - Разред Noctilucales Haeckel, 1894
                - Семейство Kofoidiniaceae Taylor, 1976
                - Семейство Leptodiscaceae Taylor, 1976
                - Семейство Noctilucaceae Saville-Kent, 1881

            - Клас Syndiniophyceae Loeblich III, 1976
              - Разред Syndiniales Loeblich III, 1976
                - Семейство Amoebophryaceae J. Cachon & Loeblich III, 1970
                - Семейство Coccidiniaceae
                - Семейство Duboscquellaceae Chatton, 1920
                - Семейство Oxyrrhinaceae Sournia, 1984
                - Семейство Sphaeriparaceae
                - Семейство Spiromonadaceae Hollande & Grassé, 1952
                - Семейство Syndiniaceae Chatton, 1920

  - Excavata (Cavalier-Smith) Simpson, 2003
    - Надтип Eozoa Cavalier-Smith, 2003
      - Тип Loukozoa Cavalier-Smith, 1999
        - Клас Jakobea Cavalier-Smith, 1999
          - Разред Jakobida
            - Семейство Histionidae
            - Семейство Jakobidae

        - Клас Malawimonadea
          - Разред Malawimonadida
            - Семейство Malawimonadidae

      - Тип Metamonada Grassé 1952
        - Подтип Anaeromonada
          - Клас Anaeromonadea
            - Разред Trimastigida
              - Семейство Trimastigidae

            - Разред Oxymonadida
              - Семейство Oxymonadidae
              - Семейство Polymastigidae
              - Семейство Pyrsonymphidae
              - Семейство Saccinobaculidae
              - Семейство Streblomastigidae

        - Подтип Trichozoa
          - Надклас Parabasalia
            - Клас Trichomonadea
              - Разред Trichomonadida
                - Семейство Calonymphidae
                - Семейство Cochlosomatidae
                - Семейство Devescovinidae
                - Семейство Monocercomonadidae
                - Семейство Trichomonadidae

              - Разред Lophomonadida
                - Семейство Deltotrichonymphidae
                - Семейство Joeniidae
                - Семейство Kofoidiidae
                - Семейство Lophomonadidae
                - Семейство Microjoeniidae
                - Семейство Rhizonymphidae

              - Разред Spirotrichonymphida
                - Семейство Holomastigotidae
                - Семейство Holomastigotoididae
                - Семейство Spirotrichonymphidae

            - Клас Trichonymphea
              - Разред Trichonymphida
                - Семейство Eucomonymphidae
                - Семейство Hoplonymphidae
                - Семейство Spirotrichosomidae
                - Семейство Staurojoeninidae
                - Семейство Teranymphidae
                - Семейство Trichonymphidae

          - Надклас Carpediemonadia
            - Клас Carpediemonadea
              - Разред Carpediemonadida
                - Семейство Carpediemonadidae

          - Надклас Eopharyngia
            - Клас Trepomonadea
              - Подклас Diplozoa
                - Разред Distomatida Klebs, 1892
                  - Семейство Hexamitidae Kent, 1880

                - Разред Giardiida Kunstler, 1882
                  - Семейство Giardiidae Cavalier-Smith, 1996

              - Подклас Enteromonadia
                - Разред Enteromonadida
                  - Семейство Enteromonadidae Kulda & Nohýnková, 1976

            - Клас Retortamonadea
              - Разред Retortamonadida
                - Семейство Retortamonadidae Wenrich, 1932

    - Надтип Discicristata Cavalier-Smith, 2003
      - Тип Percolozoa Cavalier-Smith 1991
        - Клас Heterolobosea
          - Разред Schizopyrenida Singh, 1952
            - Семейство Gruberellidae
            - Семейство Vahlkampfiidae

          - Разред Acrasida (Schröter), Page & Blanton, 1985
            - Семейство Acrasidae

          - Разред Lyromonadida Cavalier-Smith, 1993
            - Семейство Lyromonadidae Cavalier-Smith, 1993

        - Клас Percolatea
          - Разред Percolomonadida
            - Семейство Percolatea

          - Разред Pseudociliatida Corliss & Lipscomb, 1982
            - Семейство Stephanopogonidae Corliss, 1961

      - Тип Еугленови водорасли (Euglenozoa, Euglenophyta) Cavalier-Smith, 1981[1]
        - Подтип Plicostoma
          - Клас Euglenoidea Bütschli, 1884
            - Разред Euglenales
              - Семейство Euglenaceae

            - Разред Petalomonadida Cavalier-Smith, 1993
              - Семейство Petalomonadaceae

            - Разред Peranemida Bütschli, 1884
              - Семейство Peranemataceae Dujardin, 1841

            - Разред Rhabdomonadida Leedale, 1967
              - Семейство Rhabdomonadaceae

          - Клас Diplonemea
            - Разред Diplonemida Cavalier-Smith, 1993
              - Семейство Diplonemidae Cavalier-Smith, 1993

        - Подтип Saccostoma
          - Клас Kinetoplastea
            - Разред Bodonida Hollande, 1952
              - Семейство Bodonidae Bütschli, 1887

            - Разред Trypanosomatida (Kent, 1880) Hollande, 1952
              - Семейство Trypanosomatidae Doflein, 1901

  - Rhizaria Cavalier-Smith, 2002
    - Тип Cercozoa Cavalier-Smith, 1998
      - Подтип Filosa
        - Надклас Reticulofilosa
          - Клас Chlorarachnea
            - Разред Chlorarachnida
              - Семейство Chlorarachniidae

          - Клас Spongomonadea
            - Разред Spongomonadida
              - Семейство Spongomonadidae

          - Клас Proteomyxidea
            - Разред Pseudosporida
              - Семейство Pseudosporidae

            - Разред Leucodictyida
              - Семейство Leucodictyidae
              - Семейство Massisteriidae

            - Разред Heliomonadida
              - Семейство Dimorphidae

            - Разред Reticulosida
              - Семейство Gymnophryidae

        - Надклас Monadofilosa
          - Клас Sarcomonadea
            - Разред Metopiida
              - Семейство Metopiidae

            - Разред Cercomonadida
              - Семейство Cercomonadidae
              - Семейство Heteromitidae

          - Клас Thecofilosea
            - Разред Tectofilosida
              - Семейство Pseudodifflugiidae
              - Семейство Chlamydophryidae
              - Семейство Psammonobiotidae
              - Семейство Amphitremidae
              - Семейство Volutellidae

          - Клас Imbricatea
            - Разред Thaumatomonadida
              - Семейство Thaumatomastigidae

            - Разред Euglyphida
              - Семейство Cyphoderiidae
              - Семейство Euglyphidae
              - Семейство Paulinellidae
              - Семейство Trinematidae

      - Подтип Endomyxa
        - Клас Phytomyxea
          - Разред Plasmodiophorida
            - Семейство Plasmodiophoridae

        - Клас Ascetosporea
          - Разред Haplosporida
            - Семейство Haplosporidiidae

          - Разред Paramyxida
            - Семейство Paramyxidae

    - Тип Retaria Cavalier-Smith, 2002
      - Подтип Фораминифери (Foraminifera, Granuloreticulosa) d'Orbigny, 1826
        - Клас Athalamea
          - Семейство Reticulomyxidae

        - Клас Polythalamea
          - Разред †Fusulinida
            - Надсемейство †Archaediscacea Cushman, 1928
              - Семейство †Archaediscidae Cushman, 1928
              - Семейство †Lasiodiscidae Reytlinger, 1956

            - Надсемейство †Colaniellacea Fursenko, 1959
              - Семейство †Colaniellidae Fursenko, 1959

            - Надсемейство †Earlandiacea Cummings, 1955
              - Семейство †Earlandiidae Cummings, 1955
              - Семейство †Pseudoammodiscidae Conil & Lys, 1970
              - Семейство †Pseudolituotubidae Conil & Longerstaey, 1980

            - Надсемейство †Endothyracea
              - Семейство †Endothyridae

            - Надсемейство †Fusulinacea Leoblich & Tappan, 1988
              - Семейство †Loeblichidae
              - Семейство †Ozawainellidae
              - Семейство †Fusulinidae
              - Семейство †Schwagerinidae
              - Семейство †Staffelllidae
              - Семейство †Verbeekinidae
              - Семейство †Neoschwageriidae

            - Надсемейство †Geinitzinacea
              - Семейство †Geinitzinidae
              - Семейство †Pachyphloiidae

            - Надсемейство †Moravamminacea Loeblich & Tappan, 1988
              - Семейство †Caligellidae
              - Семейство †Moravamminidae
              - Семейство †Paratickenellidae

            - Надсемейство †Nodosinellacea Loeblich & Tappan, 1988
              - Семейство †Earlandinitidae
              - Семейство †Nodosinellidae

            - Надсемейство †Palaeotextulariacea Galloway, 1933
              - Семейство †Biseriamminidae Chernysheva, 1941
              - Семейство †Palaeotextulariidae Galloway, 1933
              - Семейство †Semitextulariidae Pokorný, 1956

            - Надсемейство †Parathuramminacea E.V. Bykova, 1955
              - Семейство †Archaesphaeridae Malakhova, 1956
              - Семейство †Auroriidae Loeblich & Tappan, 1986
              - Семейство †Chrysothuramminidae Loeblich & Tappan, 1986
              - Семейство †Eovolutinidae Loeblich & Tappan, 1986
              - Семейство †Ivanovellidae Chuvashov & Yuferev, 1984
              - Семейство †Marginaridae Loeblich & Tappan, 1986
              - Семейство †Parathuramminidae E.V. Bykova, 1955
              - Семейство †Tuberitinidae A.D. Miklukho-Maklay, 1958
              - Семейство †Uralinellidae Chuvashov, Yuferev & Zadorozhnyy, 1984
              - Семейство †Usloniidae A.D. Miklukho-Maklay, 1963

            - Надсемейство †Ptychocladiacea Elias, 1950
              - Семейство †Ptychocladiidae Elias, 1950

            - Надсемейство †Tetrataxacea Galloway, 1933
              - Семейство †Abadehellidae Loeblich & Tappan, 1984
              - Семейство †Pseudotaxidae Mamet, 1974
              - Семейство †Tetrataxidae Galloway, 1933
              - Семейство †Valvulinellidae Loeblich & Tappan, 1984

            - Надсемейство †Tournayellacea Dain, 1953
              - Семейство †Palaeospiroplectamminidae Loeblich & Tappan, 1984
              - Семейство †Tournayellidae Dain, 1953

          - Разред †Involutinida
            - Семейство †Hirsutospirellidae
            - Семейство †Involutinidae
            - Семейство †Planispirillinidae
            - Семейство †Ventrolaminidae

          - Разред Allogromiida
            - Семейство Allogromiidae
            - Семейство Hospitellidae
            - Семейство Lagynidae
            - Семейство Maylisoriidae
            - Семейство Phthanotrochidae

          - Разред Carterinida
            - Семейство Carterinidae

          - Разред Globigerinida Delage & Hérouard, 1896
            - Надсемейство †Globotruncanacea Brotzen, 1942
              - Семейство †Globotruncanidae Brotzen, 1942
              - Семейство †Rugoglobigerinidae Subbotina, 1959

            - Надсемейство †Hantkeninacea Cushman, 1927
              - Семейство †Cassigerinellidae Bolli, Loeblich & Tappan, 1957
              - Семейство †Globanomalinidae Loeblich & Tappan, 1984
              - Семейство †Hantkeninidae Cushman, 1927

            - Надсемейство †Planomalinacea Bolli, Loeblich & Tappan, 1957
              - Семейство †Globigerinelloididae Longoria, 1974
              - Семейство †Planomalinidae Bolli, Loeblich & Tappan, 1957
              - Семейство †Schackoinidae Pokorný, 1958

            - Надсемейство †Rotaliporacea Sigal, 1958
              - Семейство †Favusellidae Longoria, 1974
              - Семейство †Globuligerinidae Loeblich & Tappan, 1984
              - Семейство †Hedbergellidae Loeblich & Tappan, 1961
              - Семейство †Rotaliporidae Sigal, 1958

            - Надсемейство Globigerinacea Carpenter, Parker & Jones, 1862
              - Семейство Globigerinidae Carpenter, Parker & Jones, 1862
              - Семейство Hastigerinidae Bolli, Loeblich & Tappan, 1957

            - Надсемейство Globorotaliacea Cushman, 1927
              - Семейство †Catapsydracidae Bolli, Loeblich & Tappan, 1957
              - Семейство †Eoglobigerinidae Blow, 1979
              - Семейство †Truncorotaloididae Loeblich & Tappan, 1961
              - Семейство Candeinidae Cushman, 1927
              - Семейство Globorotaliidae Cushman, 1927
              - Семейство Pulleniatinidae Cushman, 1927

            - Надсемейство Heterohelicacea Cushman, 1927
              - Семейство †Heterohelicidae Cushman, 1927
              - Семейство Chiloguembelinidae Reiss, 1963
              - Семейство Guembelitriidae Montanaro Gallitelli, 1957

          - Разред Lagenida
            - Надсемейство Nodosariacea
              - Семейство Nodosariidae
              - Семейство Ellipsolagenidae
              - Семейство Glandulinidae
              - Семейство Lagenidae
              - Семейство Polymorphinidae
              - Семейство Vaginulinidae

            - Надсемейство Robuloidacea
              - Семейство Robuloididae
              - Семейство Ichthyolariidae
              - Семейство Partisaniidae
              - Семейство Syzraniidae

          - Разред Lituolida
            - Надсемейство Ammodiscoidea
              - Семейство Ammodiscidae

            - Надсемейство Ataxophragmioidea
              - Семейство †Ataxophragmiidae
              - Семейство †Cuneolinidae
              - Семейство Globotextulariidae
              - Семейство Textulariellidae

            - Надсемейство Haplophragmioidea
              - Семейство Ammobaculinidae
              - Семейство Ammosphaeroidinidae
              - Семейство Discamminidae
              - Семейство Haplophragmoididae

            - Надсемейство Hormosinelloidea
              - Семейство Ammolagenidae
              - Семейство Hormosinellidae

            - Надсемейство Hormosinoidea
              - Семейство Aschemocellidae
              - Семейство Dusenburyinidae
              - Семейство Hormosinidae
              - Семейство Sphaeramminidae
              - Семейство Telamminidae

            - Надсемейство Lituoloidea
              - Семейство Lituolidae
              - Семейство Placopsilinidae

            - Надсемейство Lituotuboidea
              - Семейство Lituotubidae
              - Семейство Trochamminoidae

            - Надсемейство Loftusioidea
              - Семейство Cyclamminidae

            - Надсемейство Orbitolinoidea
              - Семейство Orbitolinidae

            - Надсемейство Rzehakinoidea
              - Семейство Trilocularenidae

            - Надсемейство Spiroplectamminoidea
              - Семейство Duquepsammiidae
              - Семейство Nouriidae
              - Семейство Pseudobolivinidae
              - Семейство Spiroplectamminidae
              - Семейство Textulariopsidae

            - Надсемейство Verneuilinoidea
              - Семейство Prolixoplectidae
              - Семейство Reophacellidae
              - Семейство Tritaxiidae
              - Семейство Verneuilinidae

          - Разред Miliolida
            - Надсемейство Cornuspiracea Schultze, 1854
              - Семейство †Baisalinidae Loeblich & Tappan, 1986
              - Семейство Cornuspiridae Schultze, 1854
              - Семейство Discospirinidae Wiesner, 1931
              - Семейство Fischerinidae Millett, 1898
              - Семейство Hemigordiopsidae A. Nikitina, 1969
              - Семейство Nubeculariidae Jones, 1875
              - Семейство Ophthalmidiidae Wiesner, 1920

            - Надсемейство Miliolacea
              - Семейство Alveolinidae
              - Семейство Fischerinidae
              - Семейство Hemigordiopsidae
              - Семейство Miliolidae
              - Семейство Milioliporidae
              - Семейство Nubeculariidae
              - Семейство Soritidae
              - Семейство Squamulinidae

            - Надсемейство Soritacea Ehrenberg, 1839
              - Семейство Soritidae
              - Семейство Alveolinidae
              - Семейство Milioliporidae
              - Семейство Peneroplidae

            - Надсемейство Squamulinacea Reuss & Fritsch, 1861
              - Семейство Squamulinidae Reuss & Fritsch, 1861

          - Разред Robertinida Loeblich & Tappan, 1984
            - Надсемейство †Conorboiodacea Thalmann, 1952
              - Семейство †Conorboididae Thalmann, 1952

            - Надсемейство †Duostominacea Brotzen, 1963
              - Семейство †Asymmetrinidae Brotzen, 1964
              - Семейство †Duostominidae Brotzen, 1963
              - Семейство †Oberhauserellidae Fuchs, 1970

            - Надсемейство Ceratobuliminacea Cushman, 1927
              - Семейство Ceratobuliminidae Cushman, 1927
              - Семейство Epistominidae Wedekind, 1937

            - Надсемейство Robertinacea Reuss, 1850
              - Семейство Robertinidae Reuss, 1850

          - Разред Rotaliida Delage & Hérouard, 1896
            - Надсемейство †Eouvigerinacea Cushman, 1927
              - Семейство †Eouvigerinidae Cushman, 1927
              - Семейство †Lacosteinidae Sigal, 1952

            - Надсемейство †Orbitoidacea Schwager, 1876
              - Семейство †Lepidorbitoididae Vaughan, 1933
              - Семейство †Linderinidae Loeblich & Tappan, 1984
              - Семейство †Orbitoididae Schwager, 1876

            - Надсемейство Acervulinacea Schultze, 1854
              - Семейство Acervulinidae Schultze, 1854
              - Семейство Homotrematidae Cushman, 1927

            - Надсемейство Annulopatellinacea Loeblich & Tappan, 1964
              - Семейство Annulopatellinidae Loeblich & Tappan, 1965

            - Надсемейство Asterigerinacea d'Orbigny, 1839
              - Семейство †Boreloididae Reiss, 1963
              - Семейство †Lepidocyclinidae Scheffen, 1932
              - Семейство Alfredinidae S.N. Singh & Kalia, 1972
              - Семейство Amphisteginidae Cushman, 1927
              - Семейство Asterigerinatidae Reiss, 1963
              - Семейство Asterigerinidae d'Orbigny, 1839
              - Семейство Epistomariidae Hofker, 1954

            - Надсемейство Bolivinacea Glaessner, 1937
              - Семейство †Bolivinoididae Loeblich & Tappan, 1984
              - Семейство Bolivinidae Glaessner, 1937

            - Надсемейство Bolivinitacea Cushman, 1927
              - Семейство Bolivinitidae Cushman, 1927

            - Надсемейство Buliminacea Jones, 1875
              - Семейство Buliminellidae Hofker, 1951
              - Семейство Buliminidae Jones, 1875
              - Семейство Millettiidae Saidova, 1981
              - Семейство Pavoninidae Eimer & Fickert, 1899
              - Семейство Reussellidae Cushman, 1933
              - Семейство Siphogenerinoididae Saidova, 1981
              - Семейство Trimosinidae Saidova, 1981
              - Семейство Uvigerinidae Haeckel, 1894

            - Надсемейство Cassidulinacea d'Orbigny, 1839
              - Семейство †Cassidulinidae d'Orbigny, 1839
              - Семейство Cassidulinitidae Saidova, 1981

            - Надсемейство Chilostomellacea Brady, 1881
              - Семейство †Coleitidae Loeblich & Tappan, 1984
              - Семейство †Globorotalitidae Loeblich & Tappan, 1984
              - Семейство Alabaminidae Hofker, 1951
              - Семейство Chilostomellidae Brady, 1881
              - Семейство Gavelinellidae Hofker, 1956
              - Семейство Heterolepidae González-Donoso, 1969
              - Семейство Karreriidae Saidova, 1981
              - Семейство Oridorsalidae Loeblich & Tappan, 1984
              - Семейство Osangulariidae Loeblich & Tappan, 1964
              - Семейство Quadrimorphinidae Saidova, 1981
              - Семейство Trichohyalidae Saidova, 1981

            - Надсемейство Delosinacea Parr, 1950
              - Семейство †Tremachoridae Lipps & K.L. Lipps, 1967
              - Семейство Caucasinidae Parr, 1950
              - Семейство Delosinidae Parr, 1950

            - Надсемейство Discorbacea Ehrenberg, 1838
              - Семейство †Conorbinidae Reiss, 1963
              - Семейство Bagginidae Cushman, 1927
              - Семейство Bueningiidae Saidova, 1981
              - Семейство Eponididae Hofker, 1951
              - Семейство Heleninidae Loeblich & Tappan, 1988
              - Семейство Mississippinidae Saidova, 1981
              - Семейство Pannellainidae Loeblich & Tappan, 1967
              - Семейство Pegidiidae Heron-Allen & Earland, 1928
              - Семейство Placentulinidae G.K. Kasimova, Poroshina & Geodakchan, 1980
              - Семейство Rosalinidae Reiss, 1963
              - Семейство Rotaliellidae Loeblich & Tappan, 1964
              - Семейство Sphaeroidinidae Cushman, 1927
              - Семейство Ungulatellidae Seiglie, 1964

            - Надсемейство Discorbinellacea Sigal, 1952
              - Семейство Parrelloididae Hofker, 1956
              - Семейство Planulinoididae Saidova, 1981
              - Семейство Pseudoparrellidae Voloshinova, 1952

            - Надсемейство Fursenkoinacea Loeblich & Tappan, 1961
              - Семейство Fursenkoinidae Loeblich & Tappan, 1962
              - Семейство Virgulinellidae Loeblich & Tappan, 1984

            - Надсемейство Glabratellacea Loeblich & Tappan, 1964
              - Семейство Buliminoididae Seiglie, 1970
              - Семейство Glabratellidae Loeblich & Tappan, 1964
              - Семейство Heronalleniidae Loeblich & Tappan, 1986

            - Надсемейство Loxostomatacea Loeblich & Tappan, 1962
              - Семейство †Loxostomatidae Loeblich & Tappan, 1962
              - Семейство Bolivinellidae Hayward, 1980
              - Семейство Tortoplectellidae Loeblich & Tappan, 1985

            - Надсемейство Nonionacea Schultze, 1854
              - Семейство Almaenidae Myatlyuk, 1959
              - Семейство Nonionidae Schultze, 1854
              - Семейство Spirotectinidae Saidova, 1981

            - Надсемейство Nummulitacea de Blainville, 1827
              - Семейство †Asterocyclinidae Brönnimann, 1951
              - Семейство †Discocyclinidae Galloway, 1928
              - Семейство †Pellatispiridae Hanzawa, 1937
              - Семейство Nummulitidae de Blainville, 1827

            - Надсемейство Planorbulinacea Schwager, 1877
              - Семейство Bisacciidae Loeblich & Tappan, 1988
              - Семейство Cibicididae Cushman, 1927
              - Семейство Cymbaloporidae Cushman, 1927
              - Семейство Planorbulinidae Schwager, 1877
              - Семейство Planulinidae Bermúdez, 1952
              - Семейство Victoriellidae Chapman & Crespin, 1930

            - Надсемейство Pleurostomellacea Reuss, 1860
              - Семейство Pleurostomellidae Reuss, 1860

            - Надсемейство Rotaliacea Ehrenberg, 1839
              - Семейство †Chapmaninidae Thalmann, 1938
              - Семейство †Miogypsinidae Vaughan, 1928
              - Семейство †Pseudorbitoididae M.G. Rutten, 1935
              - Семейство Calcarinidae Schwager, 1876
              - Семейство Elphidiidae Galloway, 1933
              - Семейство Rotaliidae Ehrenberg, 1839

            - Надсемейство Siphoninacea Cushman, 1927
              - Семейство Siphoninidae Cushman, 1927

            - Надсемейство Stilostomellacea Finlay, 1947
              - Семейство Stilostomellidae Finlay, 1947

            - Надсемейство Turrilinacea Cushman, 1927
              - Семейство †Turrilinidae Cushman, 1927
              - Семейство Stainforthiidae Reiss, 1963
              - Семейство Tosaiidae Saidova, 1981

          - Разред Silicoloculinida
            - Семейство Silicoloculinidae

          - Разред Spirillinida
            - Семейство Patellinidae
            - Семейство Spirillinidae

          - Разред Textulariida Delage & Herouard, 1896
            - Надсемейство †Orbitolinacea Martin, 1890
              - Семейство †Orbitolinidae Martin, 1890

            - Надсемейство †Pavonitinacea Loeblich & Tappan, 1961
              - Семейство †Marieitidae Loeblich & Tappan, 1986

            - Надсемейство †Biokovinacea Gusi&aelig, 1977
              - Семейство †Biokovinidae Gusiæ, 1977
              - Семейство †Charentiidae Loeblich & Tappan, 1984
              - Семейство †Lituoliporidae Gusiæ & Veliæ, 1978

            - Надсемейство †Cyclolinacea Loeblich & Tappan, 1964
              - Семейство †Cyclolinidae Loeblich & Tappan, 1964
              - Семейство †Orbitopsellidae Hottinger & Caus, 1982

            - Надсемейство Ataxophragmiacea Schwager, 1877
              - Семейство †Ataxophragmiidae Schwager, 1877
              - Семейство †Coskinolinidae Moullade, 1965
              - Семейство †Cuneolinidae Saidova, 1981
              - Семейство †Dictyopsellidae Bröniman, Zaninetti & Whittaker, 1983
              - Семейство †Dicyclinidae Loeblich & Tappan, 1964
              - Семейство †Pfenderinidae Smout & Smugden, 1962
              - Семейство Globotextulariidae Cushman, 1927
              - Семейство Textulariellidae Grönhagen & Luterbacher, 1966

            - Надсемейство Coscinophragmatacea Thalmann, 1951
              - Семейство Coscinophragmatidae Thalmann, 1951
              - Семейство Haddoniidae Saidova, 1981

            - Надсемейство Haplophragmiacea Eimer & Fickert, 1899
              - Семейство †Barkerinidae Smout, 1956
              - Семейство †Haplophragmiidae Eimer & Fickert, 1899
              - Семейство †Labyrinthidomatidae Loeblich & Tappan, 1987
              - Семейство †Nezzazatidae Hamaoui & Saint-Marc, 1970
              - Семейство Acupeinidae Brnimann & Zaninetti, 1984
              - Семейство Ammobaculinidae Saidova, 1981
              - Семейство Ammosphaeroidinidae Cushman, 1927

            - Надсемейство Hormosinacea Haeckel, 1894
              - Семейство †Cribratinidae Loeblich & Tappan, 1964
              - Семейство Ascheomocellidae Vyalov, 1966
              - Семейство Dusenburyinidae Loeblich & Tappan, 1984
              - Семейство Hormosinidae Haeckel, 1894
              - Семейство Telamminidae Loeblich & Tappan, 1985
              - Семейство Thomasinellidae Loeblich & Tappan, 1984

            - Надсемейство Lituolacea de Blainville, 1827
              - Семейство †Mayncinidae Loeblich & Tappan, 1985
              - Семейство †Nautiloculinidae Loeblich & Tappan, 1985
              - Семейство †Oxinoxisidae Vyalov, 1968
              - Семейство Discamminidae Mikhalevich, 1980
              - Семейство Haplophragmoididae Maync, 1952
              - Семейство Lituolidae de Blainville, 1827
              - Семейство Lituotubidae Loeblich & Tappan, 1984
              - Семейство Placopsilinidae Rhumbler, 1913
              - Семейство Sphaeramminidae Cushman, 1933

            - Надсемейство Loftusiacea Brady, 1884
              - Семейство †Ecougellidae Loeblich & Tappan, 1985
              - Семейство †Hottingeritidae Loeblich & Tappan, 1985
              - Семейство †Loftusiidae Brady, 1884
              - Семейство †Mesoendothyridae Voloshinova, 1958
              - Семейство †Spirocyclinidae Munier-Chalmas, 1887
              - Семейство Cyclamminidae Marie, 1941

            - Надсемейство Rzehakinacea Cushman, 1933
              - Семейство Rzehakinidae Cushman, 1933

            - Надсемейство Spiroplectamminacea Cushman, 1927
              - Семейство †Plectrorecurvoididae Loeblich & Tappan, 1964
              - Семейство †Textulariopsidae Loeblich & Tappan, 1982
              - Семейство Nouriidae Chapman & Parr, 1936
              - Семейство Pseudobolivinidae Wiesner, 1931
              - Семейство Spiroplectamminidae Cushman, 1927

            - Надсемейство Textulariacea Ehrenberg, 1838
              - Семейство †Chrysalidinidae Neagu, 1968
              - Семейство †Valvulamminidae Loeblich & Tappan, 1986
              - Семейство Eggerellidae Cushman, 1937
              - Семейство Glaucoamminidae Saidova, 1981
              - Семейство Pseudogaudryinidae Loeblich & Tappan, 1985
              - Семейство Textulariidae Ehrenberg, 1838
              - Семейство Valvulinidae Berthelin, 1880

            - Надсемейство Trochamminacea Schwager, 1877
              - Семейство Remaneicidae Loeblich & Tappan, 1964
              - Семейство Trochamminidae Schwager, 1877

            - Надсемейство Verneuilinacea Cushman, 1911
              - Семейство †Conorbinellidae Brönnimann, Zaninetti & Whittaker, 1983
              - Семейство †Conotrochamminidae Saidova, 1981
              - Семейство †Tritaxiidae Plotnikova, 1979
              - Семейство Prolixoplectidae Loeblich & Tappan, 1985
              - Семейство Verneuilinidae Cushman, 1911

        - Клас Schizocladea
          - Семейство Schizocladidae

        - Клас Xenophyophorea
          - Разред Psamminida
            - Семейство Cerelasmidae
            - Семейство Psammettidae
            - Семейство Psamminidae
            - Семейство Syringamminidae

          - Разред Stannomida
            - Семейство Pelosinidae
            - Семейство Stannomidae

      - Подтип Radiozoa
        - Надклас Spasmaria
          - Клас Acantharea Haeckel, 1881
            - Разред Arthracanthida
              - Подразред Phyllacanthina
                - Семейство Dictyacanthidae
                - Семейство Phyllostauridae
                - Семейство Stauracanthidae

              - Подразред Sphaenacanthina
                - Семейство Acanthometridae
                - Семейство Aspidommatidae
                - Семейство Diploconidae
                - Семейство Dorataspididae
                - Семейство Hexalaspididae
                - Семейство Lithopteridae
                - Семейство Nivaliidae

            - Разред Chaunacanthida
              - Семейство Conacontidae
              - Семейство Gigartacontidae
              - Семейство Stauracontidae

            - Разред Holacanthida
              - Семейство Acanthochiasmatidae
              - Семейство Acanthoplegmatidae
              - Семейство Chiastolidae

            - Разред Symphyacanthida
              - Семейство Amphilithiidae
              - Семейство Astrolithiidae
              - Семейство Pseudolithiidae

        - Надклас Радиоларии (Radiolaria) Müller, 1858
          - Клас Polycystinea
            - Разред Albaillellaria Deflandre, 1953
              - Семейство Albaillellidae
              - Семейство Ceratoikiscidae
              - Семейство Corythoecidae
              - Семейство Follicucullidae
              - Семейство Palacantholithidae

            - Разред Archaeospicularia Dumitrica, 2000
              - Надсемейство Echidninacea
                - Семейство Echidninidae

              - Надсемейство Secuicollactacea Nazarov & Ormiston 1984
                - Семейство Secuicollactidae
                - Семейство Pseudorotasphaeridae

            - Разред Collodaria Haeckel 1881
              - Семейство Collosphaeridae
              - Семейство Sphaerozoidae
              - Семейство Thalassosphaeridae

            - Разред Entactinaria Kozur & Mostler, 1982
              - Семейство Capnuchosphaeridae
              - Семейство Entactiniidae
              - Семейство Eptingiidae
              - Семейство Heptacladidae
              - Семейство Hexalonchidae
              - Семейство Hexastylidae
              - Семейство Hindeosphaeridae
              - Семейство Inaniguttidae
              - Семейство Kungalariidae
              - Семейство Multiarcusellidae
              - Семейство Palaeolithocycliidae
              - Семейство Palaeoscenidiidae
              - Семейство Polyentactiniidae
              - Семейство Proventocitidae
              - Семейство Pylentonemidae
              - Семейство Quinquecapsulariidae
              - Семейство Rhizosphaeridae
              - Семейство Saturnalidae
              - Семейство Spongentactiniidae
              - Семейство Spongosaturnaloididae
              - Семейство Thalassothamnidae

            - Разред Latentifistularia Caridroit, 1999
              - Семейство Cauletellidae
              - Семейство Latentifistulidae
              - Семейство Ormistonellidae

            - Разред Nassellaria
              - Надсемейство Acanthodesmiacea
                - Семейство Acanthodesmiidae
                - Семейство Artostrobiidae
                - Семейство Bulbocyrtiidae
                - Семейство Cannobotryidae
                - Семейство Carpocaniidae
                - Семейство Cuniculiformidae
                - Семейство Monicastericidae
                - Семейство Planispinocyrtiidae
                - Семейство Pterocorythidae
                - Семейство Rotaformidae
                - Семейство Sethophormididae
                - Семейство Spongolophophenidae
                - Семейство Spongosilicarmigeridae
                - Семейство Stephaniidae
                - Семейство Theopiliidae
                - Семейство Triospyridae

              - Надсемейство Amphipyndacea
                - Семейство Amphipyndacidae
                - Семейство Canoptidae
                - Семейство Parvicingulidae
                - Семейство Spongocapsulidae
                - Семейство Syringocapsidae

              - Надсемейство Archaeodictyomitracea
                - Семейство Archaeodictyomitridae
                - Семейство Hsuidae
                - Семейство Unumidae

              - Надсемейство Eucyrtidiacea
                - Семейство Bekomidae
                - Семейство Eucyrtidiidae
                - Семейство Eucyrtiidae
                - Семейство Lophocyrtiidae
                - Семейство Obeliscoitidae
                - Семейство Pseudodictyomitridae
                - Семейство Theocotylidae
                - Семейство Xitidae

            - Разред Spumellaria Ehrenberg, 1875
              - Семейство Actinommidae
              - Семейство Anakrusidae
              - Семейство Angulobracchiidae
              - Семейство Archaeospongoprunidae
              - Семейство Astrosphaeridae
              - Семейство Bolenidae
              - Семейство Catenopylidae
              - Семейство Cavaspongiidae
              - Семейство Coccodiscidae
              - Семейство Conocaryommidae
              - Семейство Dactyliosphaeridae
              - Семейство Emiluviidae
              - Семейство Entapiidae
              - Семейство Ethmosphaeridae
              - Семейство Gomberellidae
              - Семейство Hagiastridae
              - Семейство Heliodiscidae
              - Семейство Hexaporobrachiidae
              - Семейство Larnacillidae
              - Семейство Leugeonidae
              - Семейство Litheliidae
              - Семейство Miropylidae
              - Семейство Myelastridae
              - Семейство Oertlispongidae
              - Семейство Orbiculiformidae
              - Семейство Pantanelliidae
              - Семейство Parasaturnalidae
              - Семейство Parvivaccidae
              - Семейство Patulibracchiidae
              - Семейство Patruliidae
              - Семейство Phacodiscidae
              - Семейство Phaseliformidae
              - Семейство Praeconocaryommidae
              - Семейство Pseudoacanthocircidae
              - Семейство Pseudoaulophacidae
              - Семейство Pyloniidae
              - Семейство Pyramispongiidae
              - Семейство Relindellidae
              - Семейство Spongodiscidae
              - Семейство Sponguridae
              - Семейство Stylosphaeridae
              - Семейство Thalassicollidae
              - Семейство Tholoniidae
              - Семейство Tritrabidae
              - Семейство Veghicycliidae
              - Семейство Xiphostylidae